# Adisura atkinsoni
Adisura atkinsoni är en fjärilsart som beskrevs av Moore 1881. Adisura atkinsoni ingår i släktet Adisura och familjen nattflyn. Inga underarter finns listade i Catalogue of Life.